# Pterapherapteryx obscura
Pterapherapteryx obscura là một loài bướm đêm trong họ Geometridae.